# San Sebastián (Rubens)
San Sebastián es una pintura  de c. 1614 de Pedro Pablo Rubens, mostrando el martirio de San Sebastián. Data de los primeros años de la estancia de Rubens en Roma, y se cree que la línea sinuosa y figura definida son el resultado de sus estudios de Miguel Ángel y del Manierismo flamenco. La obra fue comprada por los Borghese directamente al cardenal Neri Corsini en Bruselas. Ahora continua en la colección Borghese.
En 1618, Rubens escribió al inglés Sir Dudley Carlton una carta que describe una colección de sus propias pinturas que tenía en casa pero deseaba comerciar, incluyendo una pintura de un San Sebastián desnudo. Lo más probable es que se tratara de esta pintura.